# Burlington (North Carolina)
Burlington is een plaats (city) in de Amerikaanse staat North Carolina, en valt bestuurlijk gezien onder Alamance County.

## Demografie
Bij de volkstelling in 2000 werd het aantal inwoners vastgesteld op 44.917.
In 2006 is het aantal inwoners door het United States Census Bureau geschat op 48.399, een stijging van 3482 (7,8%).

## Geografie
Volgens het United States Census Bureau beslaat de plaats een oppervlakte van
55,3 km², waarvan 55,1 km² land en 0,2 km² water. Burlington ligt op ongeveer 182 m boven zeeniveau.

## Plaatsen in de nabije omgeving
De onderstaande figuur toont nabijgelegen plaatsen in een straal van 8 km rond Burlington.